# Емгерст (Мен)
Емгерст (англ. Amherst) — місто (англ. town) в США, в окрузі Генкок штату Мен. Населення — 248 осіб (2020).

## Демографія
Згідно з переписом 2010 року, у місті мешкало 265 осіб у 121 домогосподарстві у складі 78 родин. Було 174 помешкання
Расовий склад населення:
| - 98,5 % — білих |

До двох чи більше рас належало 1,5 %. Частка іспаномовних становила 0,4 % від усіх жителів.
За віковим діапазоном населення розподілялося таким чином: 17,0 % — особи молодші 18 років, 70,5 % — особи у віці 18—64 років, 12,5 % — особи у віці 65 років та старші. Медіана віку мешканця становила 47,4 року. На 100 осіб жіночої статі у місті припадало 110,3 чоловіків;  на 100 жінок у віці від 18 років та старших — 98,2 чоловіків також старших 18 років.
Середній дохід на одне домашнє господарство  становив 61 085 доларів США (медіана — 48 750), а середній дохід на одну сім'ю — 66 573 долари (медіана — 58 646). Медіана доходів становила 48 571 долар для чоловіків та 36 250 доларів для жінок. За межею бідності перебувало 11,9 % осіб, у тому числі 16,9 % дітей у віці до 18 років та 5,2 % осіб у віці 65 років та старших.
Цивільне працевлаштоване населення становило 124 особи. Основні галузі зайнятості: освіта, охорона здоров'я та соціальна допомога — 22,6 %, роздрібна торгівля — 16,1 %, будівництво — 16,1 %.